# Becaș, Cluj-Napoca
Becaș (în maghiară Békás-negyed) este un cartier situat în partea de sud-est a municipiului Cluj-Napoca, România. Orașul s-a extins în această zonă prin anii 2000, este o zonă rezidențială predominată de case individuale. Sursele  Râului Becaș se află în acest cartier, de-a lungul căruia administrația locală intenționează să amenajeze un parc public de 10,7 hectare, în scopul creării de spații verzi și culoare ecologice. În 2024, autoritățile locale au anunțat construirea unei noi școli în zona cartierului. Becaș se află, de asemenea, pe lista cartierelor din Cluj vizate pentru viitoare investiții publice și dezvoltare urbană.